# Herbartianismus

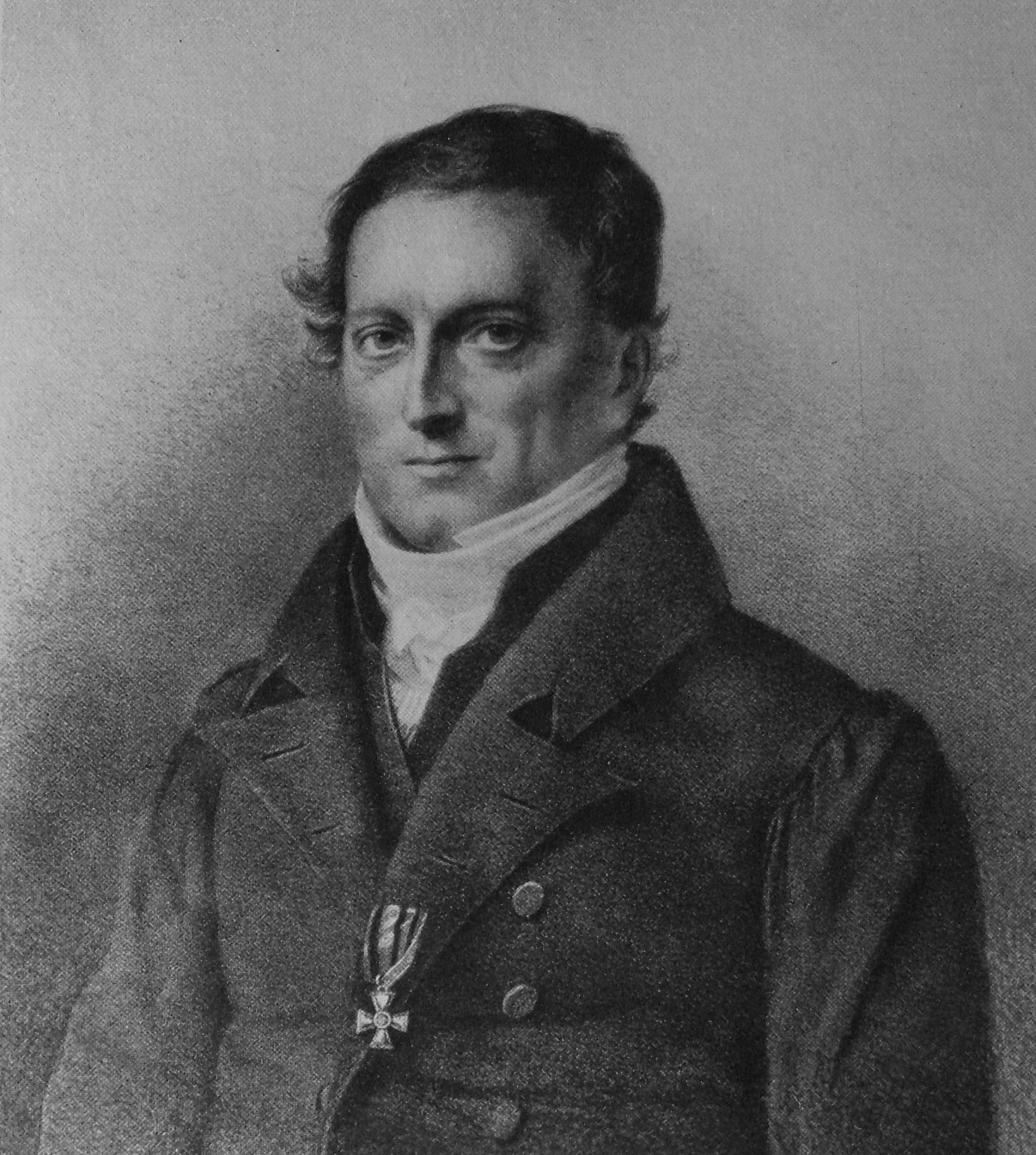
Johann Friedrich Herbart (1776–1841), initialer Vordenker und Bezugsperson einer größeren intellektuellen theoretischen Richtung innerhalb der Pädagogik

Herbartianismus ist eine frühe  pädagogische Theorie, die auf Johann Friedrich Herbart (1776–1841) zurückgeht.
Mit dem wissenschaftlichen Bezug zur Assoziationspsychologie begründete der Herbartianismus den Eingang der Pädagogik in Forschung und Lehre an den Hochschulen.

## Geschichtliche Bedeutung
Der Herbartianismus war in der zweiten Hälfte des 19. Jahrhunderts in Deutschland die bestimmende pädagogische Theorie und fand bis hinein in die 1920er Jahre auch über Deutschland hinaus zunehmende Verbreitung.

## Grundlagen
Dem Herbartianismus lagen zwei wesentliche Ideen zugrunde: Die  Formalstufentheorie und die Idee des  pädagogischen Lehrplans.

### Formalstufentheorie
Die Formalstufentheorie beschreibt zwei Bereiche: die Vertiefung und die Besinnung. Die Phase der Vertiefung umfasst sowohl die Stufe der Klarheit, in der neue Inhalte vertieft und verstanden werden, nachdem der Lehrer kurze Erläuterungen zu einem Thema gegeben hat, als auch die Stufe der Assoziation, in der neue noch isolierte Vorstellungen miteinander in Verbindung gebracht werden sollen. Dies geschieht im freien Gespräch.
In der Phase der Besinnung wird neu Aufgenommenes mit vorhandenem Wissen verschmolzen. Dies geschieht etwa, indem der Lehrer einen Vortrag hält. Ebenso zur Phase der Besinnung gehört die  Stufe der Methode, in der die Schüler sich in selbstständiger Arbeit auf die Anwendung des Gelernten besinnen sollen.

### Pädagogischer Lehrplan
Zum pädagogischen Lehrplan gehörte die Interessentheorie. Aus dieser entwickelte der Herbartianer Tuiskon Ziller den sogenannten Kulturstufenplan. Dort wird ein pädagogisches Verfahren beschrieben, bei der im Unterricht jede geschichtliche Epoche dem Alter eines Schülers zugeordnet wird. Später verknüpften die Herbartianer beide Ansätze und entwickelten daraus ein System, das für die einzelnen Unterrichtsfächer und dazugehörigen Stoffpläne anwendbar ist – die Konzentrationsidee.

## Bekannte Vertreter
Die meisten der nachfolgend genannten Vertreter waren als Mitglieder im Verein für Wissenschaftliche Pädagogik (1868 bis ca. 1927)  organisiert.
- Moritz Wilhelm Drobisch (1802–1896)
- Heinrich Gustav Brzoska (1807–1839)
- Gustav Hartenstein (1808–1890)
- Karl Wilhelm Eduard Mager (1810–1858)
- Ludwig von Strümpell (1812–1899)
- Karl Volkmar Stoy (1815–1885)
- Tuiskon Ziller (1817–1882)
- Friedrich Wilhelm Dörpfeld (1824–1893)
- Otto Frick (1832–1892)
- Theodor Vogt (1835–1906)
- Otto Willmann (1839–1920)
- Karl Kehrbach (1846–1905)
- Wilhelm Rein (1847–1929)

## Auswirkungen
Als wichtigstes Verdienst der Herbartianer gilt die Etablierung des Fachgebiets „Pädagogik“ an den Universitäten. Erstmals wurden mit dem Herbartianismus auch Funktion und Aufgabenstellung der Lehrer klar beschrieben und gelehrt.
Auf die Herbartianer geht auch die Praxis der Schulreisen zurück.

## Kritik
Herbart konzipierte seine Theorie als Gegner eines zentralisierten Schulunterrichts und Befürworter des Hausunterrichts. Kritiker betrachten die Anwendung auf formalisierte Schulstunden daher als schwer durchführbar. Von Vertretern der Reformpädagogik wird der Herbartianismus als lehrerzentriert abgelehnt.